# ТФ-16
ТФ-16 (К1894 ВГ1Т) — специализированный 16-битный процессор с регистрово-стековой архитектурой ориентированной на программирование на языке Forth. 
Выпускался в 2004—2006 гг. компанией «Технофорт» на основе программируемой логики Atmel. 
На основе этого процессора был создан специализированный торговый компьютер mPOS-64 с операционной системой СКИФ-97АД.
С 2006 г. выпускается в СБИС зеленоградской фирмой «ИДМ-плюс» в версиях:
- TF-16А
- TF-16B
- TF-16BS — энергосберегающая версия; 16 КБ ОЗУ; 16-битный дельта-сигма АЦП

- К1894ВГ1Т — масочное ПЗУ — 1К×16, SRAM — 32К ×16, встроенный генератор опорной частоты 1-20 МГц; ФАПЧ (умножение опорной частоты до 16х)[3]
- К1894ВГ2Т — EPROM программ 4К х 16 бит; SRAM 256 х 16 бит; встроенный генератор тактовой частоты (5 МГц либо 32 кГц)[3]
- 1894ВЦ1У — масочное ПЗУ — 64К×16, SRAM — 4К ×16 [4][5]